# Räbbmyrtjärnarna
Räbbmyrtjärnarna är en sjö i Ragunda kommun i Jämtland och ingår i Indalsälvens huvudavrinningsområde. Sjön har en area på 0,0713 kvadratkilometer och ligger 482,1 meter över havet.

## Delavrinningsområde
Räbbmyrtjärnarna ingår i det delavrinningsområde (703527-150751) som SMHI kallar för Inloppet i Länglingen. Medelhöjden är 433 meter över havet och ytan är 9,96 kvadratkilometer. Räknas de 4 avrinningsområdena uppströms in blir den ackumulerade arean 57,02 kvadratkilometer. Gilleran som avvattnar avrinningsområdet har biflödesordning 2, vilket innebär att vattnet flödar genom totalt 2 vattendrag innan det når havet efter 156 kilometer. Avrinningsområdet består mestadels av skog (79 procent) och sankmarker (10 procent). Avrinningsområdet har 0,36 kvadratkilometer vattenytor vilket ger det en sjöprocent på 3,6 procent.